# روبر، کنت کلرمون
روبر کلرمون (۱۲۵۶ – ۷ فوریه ۱۳۱۷) شاهزاده دو سانگ فرانسوی بود که در سال ۱۲۶۸ کنت کلرمون ایجاد کرد. او پسر لوئی نهم پادشاه فرانسه و مارگارت پرووانسی بود.

## اوایل زندگی
روبر در سال
۲۵۶ ۱
به عنوان ششمین و کوچکترین پسر پادشاه لوئی نهم فرانسه (سنت لوئی ) و مارگارت پروونس به دنیا آمد. پدرخوانده رابرت که توسط لوئی نهم انتخاب شد، هامبرت رومیان، استاد دومینیکن در زمان تولد بود.

## ازدواج و فرزندان
در سال ۱۲۷۲، روبر با بئاتریس اهل بورگوندی، وارث بوربون ازدواج کرد و دارای ۶ فرزند به شرح ذیل بود:
- لوئی یکم، لو بوته (۱۲۷۹ – ۱۳۴۲)، اولین دوک بوربون.
- بلانش کلرمون (۱۲۸۱ – ۱۳۰۴)؛ (مادربزرگ ژوآن یکم، کنتس اوورن) در سال ۱۳۰۳ در پاریس با روبر هفتم، کنت اوورن و بولون، ازدواج کرد.
- ژان کلرمون (۱۲۸۳ – ۱۳۱۶)، بارون شارولا؛ در حدود ۱۳۰۹ با ژان دآرگس، بیوه هیو، کنت سوسون، ازدواج کرد و بچه داشت.
- مری کلرمون (۱۲۸۵ – ۱۳۷۲، پاریس)، پیشوای پوسی.
- پیتر کلرمون (۱۲۸۷ – پس از ۱۳۳۰)، شماس بزرگ پاریس.
- مارگارت کلرمون (۱۲۸۹ – ۱۳۰۹، پاریس)؛ دوبار ازدواج کرد: بار اول در سال ۱۳۰۵ با ریموند برنگار از آندریا و بار دوم در سال ۱۳۰۸ با ژان یکم، مارکیز نامور ازدواج کرد.

## مشکلات سلامتی
رابرت در طول اولین مبارزه اسب‌سواری با نیزه خود در سال ۱۲۷۹ دچار صدماتی از ناحیه سر شد که او را تا پایان عمر از کار انداخت.

## سوابق نوشته شده
از روبر در مقدمه Coutumes de Beauvaisis نوشته فیلیپ دوبومانوار نام برده شده‌است.

## مرگ
او در کلیسایی به نام کوون دو ژاکوبن در پاریس به خاک سپرده شد، این کلیسا اکنون ویران شده‌است.

## تصاویر در داستان
روبر یک شخصیت فرعی در Les Rois maudits (پادشاهان نفرین شده)، مجموعه‌ای از رمان‌های تاریخی فرانسوی توسط موریس دروئون است. او توسط الکساندر رینو در اقتباس مینی سریال فرانسوی Les Rois maudits در سال ۱۹۷۲ و توسط ایوان سیمینی در اقتباس سال ۲۰۰۵ به تصویر کشیده شد.